# Андраде, Кервин
Ке́рвин Ма́рио Андра́де Нава́рро (исп. Kervin Mario Andrade Navarro; родился 13 апреля 2005, Пуэрто-Ордас) — венесуэльский футболист, атакующий полузащитник бразильского клуба «Форталеза» и сборной Венесуэлы.

## Клубная карьера
Воспитанник клуба «Депортиво Ла Гуайра». 24 апреля 2021 года дебютировал в его основном составе в матче венесуэльской Примеры против клуба «Академия Пуэрто-Кабельо».
Летом 2023 года перешёл в бразильский клуб «Форталеза». 20 января 2024 года дебютировал в основном составе «Форталезы» в матче Чемпионата Сеаренсе против клуба «Оризонти», отметившись забитым мячом.
28 апреля 2024 года дебютировал в бразильской Серии A в матче против «Ред Булл Брагантино», отметившись забитым мячом.

## Карьера в сборной
В июне 2023 года провёл три игры за сборную Венесуэлы до 23 лет.
24 марта 2024 года дебютировал за главную сборную Венесуэлы в матче против сборной Гватемалы.

## Стиль игры
Выступает на позиции атакующего полузащитника, является специалистом по исполнению штрафных ударов.